# Nuno Viegas
Nuno Viegas foi um nobre e Senhor feudal português, foi senhor de Aguiar Neiva, actual Castelo do Neiva, freguesia portuguesa do concelho de Viana do Castelo.

## Relações familiares
Foi filho de Nuno Viegas e de Inês Curutelo. Casou com Inês Dias do Rego, filha de Rui Dias do Rego, de quem teve:
1. Leonor Viegas do Rego (1375 -?) casada com Diogo Gomes de Abreu e Alcaide-mor de Lapela.
2. Inês Dias Pereira casada com Lopo Vaz de Sampaio.

Após a morte do marido, Inês Dias do Rego, voltou a casar, desta feita com D. João Rodrigues do Lago (1300 - c. 1372), senhor do solar e da Domus Fortis denominada Torre do Lago de entre os rios Homem e Cávado.

## Bibliografa
- Nobiliário das Famílias de Portugal, Felgueiras Gayo, Carvalhos de Basto, 2ª Edição, Braga, 1989. vol. IV-pg. 139 (Curutelos).